# NGC 914
NGC 914 ist eine Spiralgalaxie vom Hubble-Typ Sc im Sternbild Andromeda am Nordsternhimmel. Sie ist schätzungsweise 253 Millionen Lichtjahre von der Milchstraße entfernt und hat einen Durchmesser von etwa 110.000 Lj.
Im selben Himmelsareal befinden sich u. a. die Galaxien NGC 906, NGC 909, NGC 911, NGC 910.
Das Objekt wurde am 30. November 1878 von Édouard Stephan entdeckt.